# Lowell, Massachusetts
Lowell este un oraș situat în comitatul Middlesex, statul Massachusetts, Statele Unite ale Americii, co-sediu (împreună cu orașul Cambridge) al comitatului. Lowell a fost unul din centrele timpurii ale industrializării Uniunii.

## Istoric
Regiunea era locuită în trecut de amerindienii Pennacook. Orașul este recunoscut oficial în anul 1836, el fiind denumit după "Francis Cabot Lowell".

## Date geografice
Lowell se află amplasat la altitudinea de 31 m pe cursul lui Merrimack River, la fusul orar Eastern Standard Time (UTC−5) și are o suprafață de 37,7 km², din care 35,7 km² este uscat. În anul 2006 orașul avea 103.111 loc. cu o densitate de 2.888,3 loc./km².

## Economie
Orașul este sediul central al firmei von "Konarka Technologies, Inc.", care produce din polimeri celule solare, ca și din anul 2000 produse fotovoltaice pentru scopuri militare.

## Personalități marcante
- George Chadwick, compozitor
- Michael Chiklis, actor
- Bette Davis, actriță
- Olympia Dukakis, actriță
- Charles Jasper Glidden, pionier în domeniul telecomunicațiilor
- Scott Grimes, actor
- James P. Hogan, regizor de film
- Nancy Kelly, actriță
- Jack Kerouac, scriitor
- Willard Leroy Metcalf, pictor
- James McNeill Whistler, pictor
- William Henry O'Connell, episcop de Boston
- Frederick Pearson, inginer
- Charles Sweeney, general american
- Dean Tavoularis, scenarist
- Johnny Thomson, pilot de automobil
- Vince Vouyer, actor pornografic
- Micky Ward, campion mondial la box WBU